# 凸共轭
在数学中，凸共轭（英語：convex conjugate）是勒让德变换的一种推广；凸共轭也被称作勒讓德-芬克爾变换（Legendre–Fenchel transformation），以阿德里安-马里·勒让德和威爾納·芬克爾命名。

## 定义
函数{\displaystyle f:X\rightarrow (-\infty ,+\infty ]}在扩展的实数轴上取值。
它的凸共轭定义为：{\displaystyle f^{\star }:X^{*}\rightarrow (-\infty ,+\infty ]:x^{*}\rightarrow \sup\{\left\langle x^{*},x\right\rangle -f(x)\mid x\in X\}}
这里，{\displaystyle X}表示实賦範向量空間，{\displaystyle X^{*}}表示{\displaystyle X}的对偶空间。
映射{\displaystyle \left\langle \cdot ,\cdot \right\rangle :X^{*}\times X\rightarrow (-\infty ,+\infty ]}表示一个二次型，满足：对于{\displaystyle X^{*}}（{\displaystyle X}）中任意非零元素{\displaystyle x^{*}}，总能在{\displaystyle X}（对应地，{\displaystyle X^{*}}）中找到一个元素{\displaystyle x}使得{\displaystyle \left\langle x^{*},x\right\rangle =0}。

## 例子
- 仿射变换{\displaystyle f(x)=\left\langle a,x\right\rangle -b,\,a\in \mathbb {R} ^{n},b\in \mathbb {R} }；它的凸共轭是：

{\displaystyle f^{\star }\left(x^{*}\right)={\begin{cases}b,&x^{*}=a\\+\infty ,&x^{*}\neq a.\end{cases}}}
- 幂函数{\displaystyle f(x)={\frac {1}{p}}|x|^{p},\,1<p<\infty }；它的凸共轭是：

{\displaystyle f^{\star }\left(x^{*}\right)={\frac {1}{q}}|x^{*}|^{q},\,1<q<\infty } 这里 {\displaystyle {\tfrac {1}{p}}+{\tfrac {1}{q}}=1.}
- 绝对值变换{\displaystyle f(x)=\left|x\right|}；它的凸共轭是：

{\displaystyle f^{\star }\left(x^{*}\right)={\begin{cases}0,&\left|x^{*}\right|\leq 1\\\infty ,&\left|x^{*}\right|>1.\end{cases}}}
- 指数函数

{\displaystyle f(x)=\,\!e^{x}}；它的凸共轭是：
{\displaystyle f^{\star }\left(x^{*}\right)={\begin{cases}x^{*}\ln x^{*}-x^{*},&x^{*}>0\\0,&x^{*}=0\\\infty ,&x^{*}<0.\end{cases}}}

## 性质

### 逆序性
如果{\displaystyle f\leq g}，那么就有{\displaystyle g^{*}\geq f^{*}}。这里的{\displaystyle f\leq g}指，对定义域中所有元素{\displaystyle x}，都有{\displaystyle f(x)\leq g(x)}成立。

### 半连续性与两次凸共轭
函数{\displaystyle f}的凸共轭总具有半连续性，因此函数{\displaystyle f}的两次共轭{\displaystyle f^{**}}也具有半连续性。同时，{\displaystyle f^{**}}还是是闭凸包，也即最大的凸的半连续函数，满足{\displaystyle f^{**}\leq f}。
由Fenchel-Moreau定理可以知道，对于合適的函数{\displaystyle f}， {\displaystyle f^{**}=f} 当且仅当{\displaystyle f}是半连续的凸函数。

### Fenchel不等式
{\displaystyle \left\langle p,x\right\rangle \leq f(x)+f^{*}(p)} ， 这里{\displaystyle x\in X,p\in X^{*}}，{\displaystyle f^{*}}是{\displaystyle f}的凸共轭。

### 凸性
凸共轭算子自身是凸的，即：
取函数{\displaystyle f_{1},f_{2}}，{\displaystyle (0,1)}间任意实数{\displaystyle \lambda }，有：{\displaystyle \left((1-\lambda )f_{0}+\lambda f_{1}\right)^{\star }\leq (1-\lambda )f_{0}^{\star }+\lambda f_{1}^{\star }} 成立。

### 最小值卷积
对于两个函数f和g，它们的最小值卷积被定义为
{\displaystyle \left(f\Box g\right)(x)=\inf \left\{f(x-y)+g(y)\,|\,y\in \mathbb {R} ^{n}\right\}.}
如果 f1, …, fm 都是Rn上的proper且凸且半连续的函数。那么它们的最小值卷积是凸且半连续的（但不一定proper），并且满足关系
{\displaystyle \left(f_{1}\Box \cdots \Box f_{m}\right)^{*}=f_{1}^{*}+\cdots +f_{m}^{*}.}
两个函数的最小值卷积具有几何意义。两个函数的最小值卷积的超图是这两个函数的超图的闵可夫斯基和